# 6113 Цап
6113 Цап (6113 Tsap) — астероїд головного поясу, відкритий 16 вересня 1982 року.
Тіссеранів параметр щодо Юпітера — 3,360.